# Gipfel des Glockert
Der „Gipfel des Glockert“ ist ein flächenhaftes Naturdenkmal in der Gemeinde Mühltal, Gemarkung Waschenbach, im Landkreis Darmstadt-Dieburg, Südhessen. Es wurde mit Verordnung vom 8. September 1951 als Vogel- und Wildschutzgehölz ausgewiesen und am 19. September 1951 im Darmstädter Echo veröffentlicht.

## Lage
Der „Gipfel des Glockert“ (auch „Klockert“) liegt im Naturraum Vorderer Odenwald, Teilgebiet 145.07 Unteres Modautal (Mühltal). Er befindet sich etwa 0,8 Kilometer nordöstlich von Waschenbach. Das Naturdenkmal wird von landwirtschaftlichen Flächen innerhalb einer größeren Waldrodung umgeben. Im Nordwesten angrenzend wurde eine Obstbaumwiese angelegt.

## Beschreibung, Flora und Fauna
Der „Gipfel des Glockert“ ist eine exponierte Bergkuppe mit 260 Meter Meereshöhe. Der flachgründige Boden ist steinig, es gibt keine Quellen oder Gewässer. Im Zentrum häufen sich größere Felsblöcke aus Gabbro, die reich an Hypersthen und Olivin sind.
Das Gehölz auf der Kuppe hat vermutlich die Rodungen im Mittelalter überdauert und wurde früher als Viehweide und zur Gewinnung von Brennholz genutzt. Bis zum 18. Jahrhundert bestand noch eine Verbindung zum Wald im Osten. Der lichte Baumbestand im Naturdenkmal besteht vor allem aus Traubeneiche, Hänge-Birke, Espe und Wildbirne, an den Gehölzrändern gedeihen Vogel-Kirsche und Elsbeere sowie einzelne Schlehdorn-Sträucher.
Im Gebiet leben zahlreiche Vogelarten, unter anderem Buntspecht, Kleinspecht, Kleiber, Meisen-Arten, Buchfink, Goldammer und Amsel. Auch Schmetterlinge wie Schachbrett, Rostfarbiger Dickkopffalter, Kleiner Fuchs, Brauner Waldvogel, Großes Ochsenauge, Tagpfauenauge und Sechsfleck-Widderchen kommen hier vor.

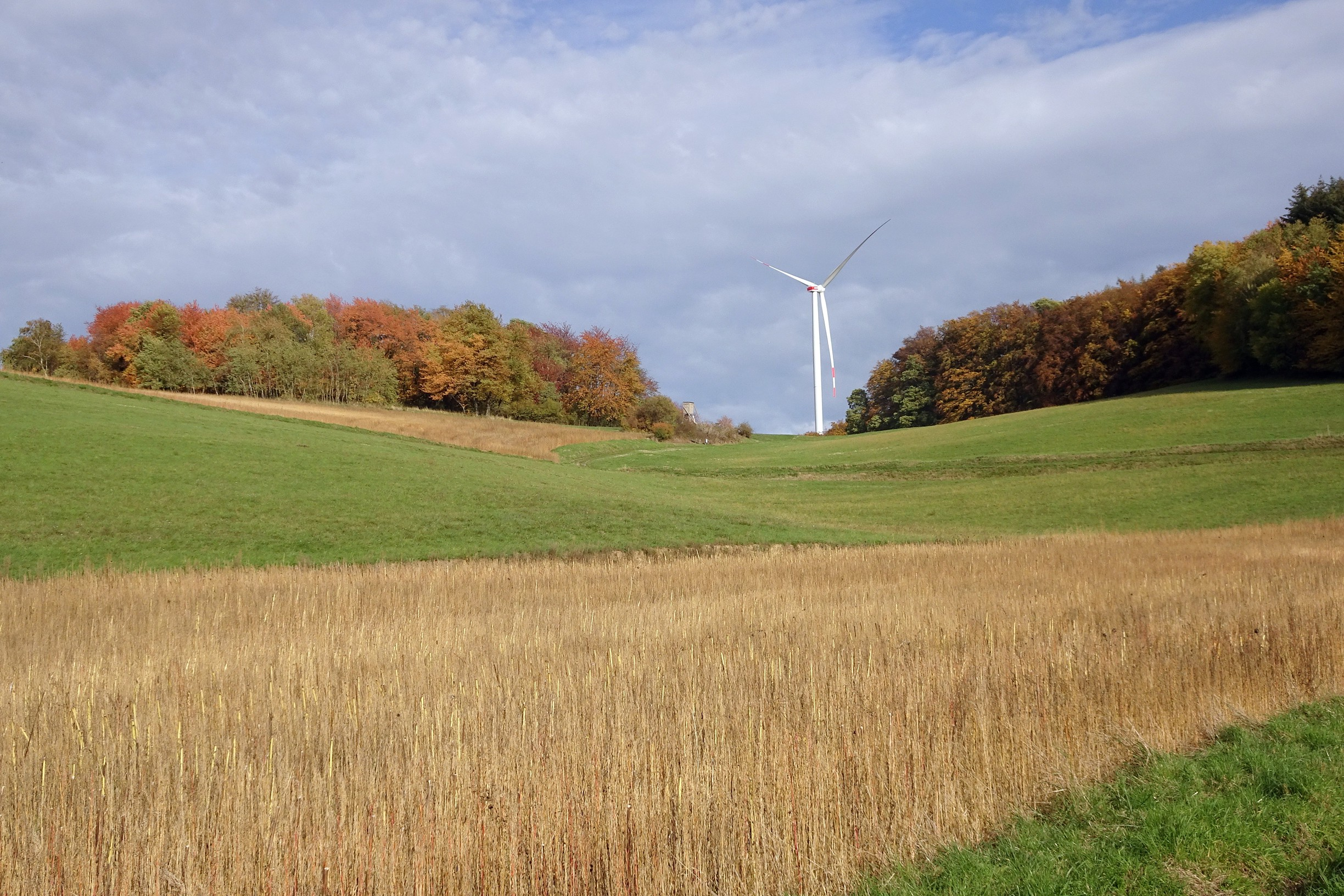
Gipfel des Glockert (links) von Südwesten (2020)
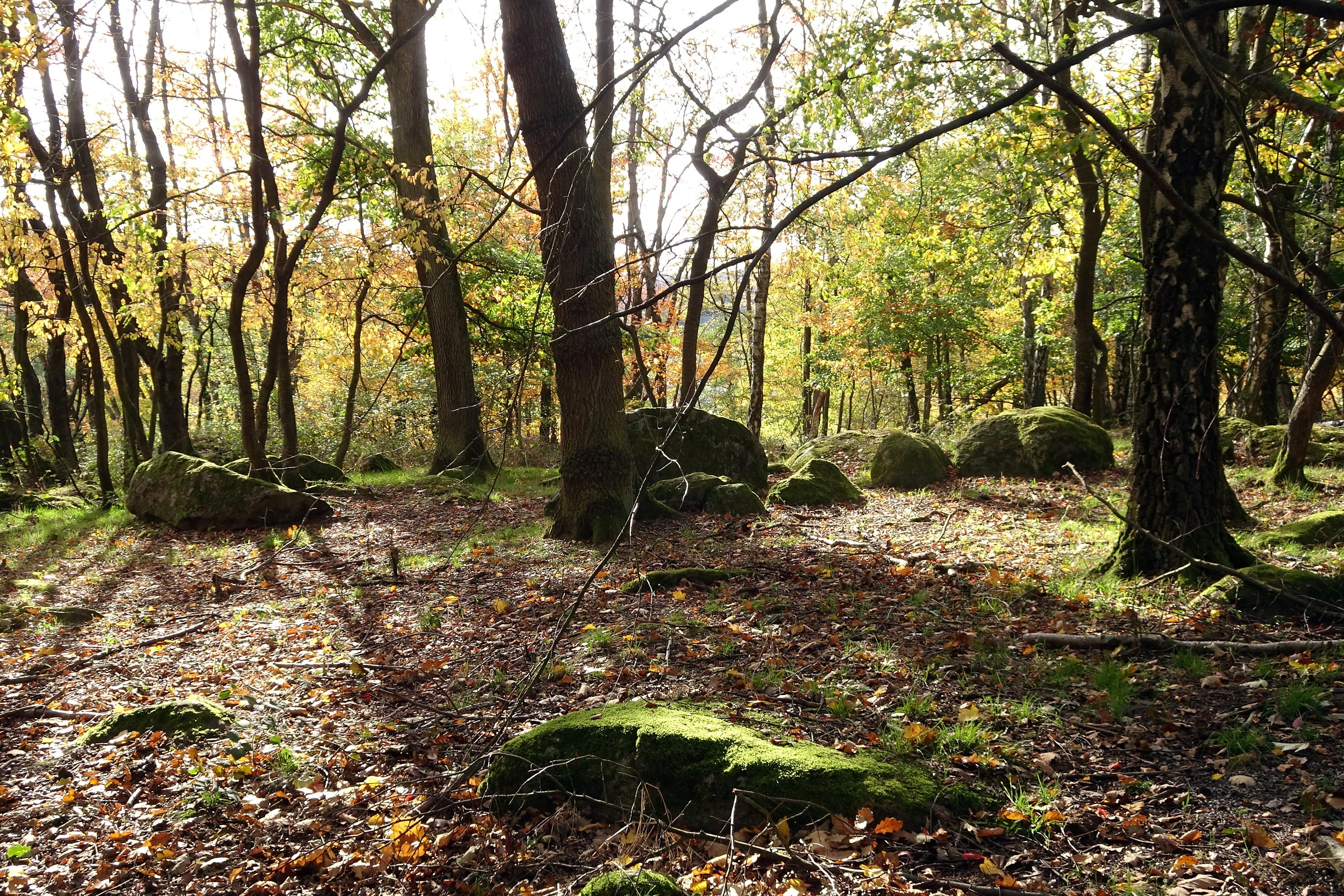
Gehölz und Felsblöcke auf der Kuppe (2020)
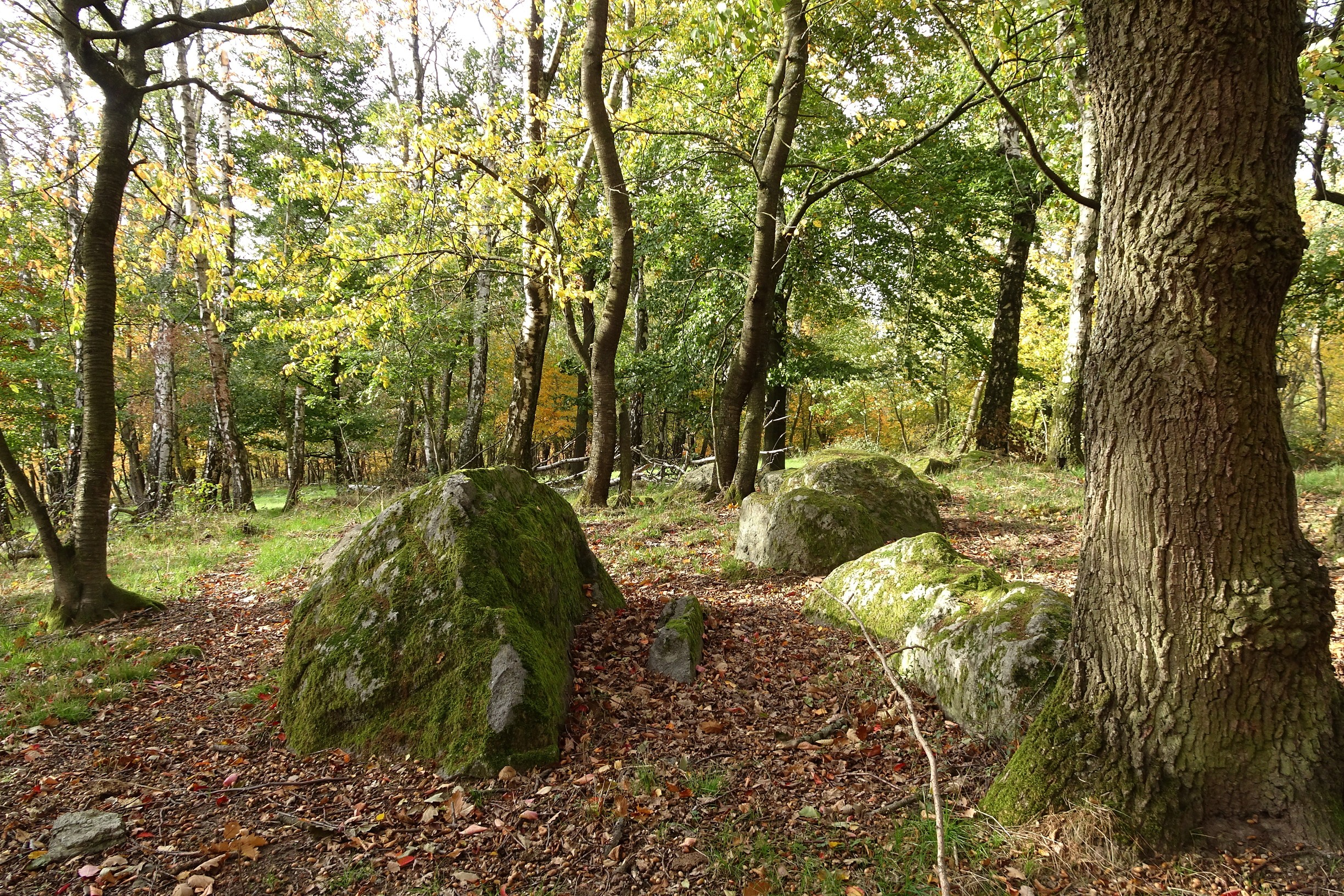
Gabbro-Blöcke auf der Kuppe (2020)
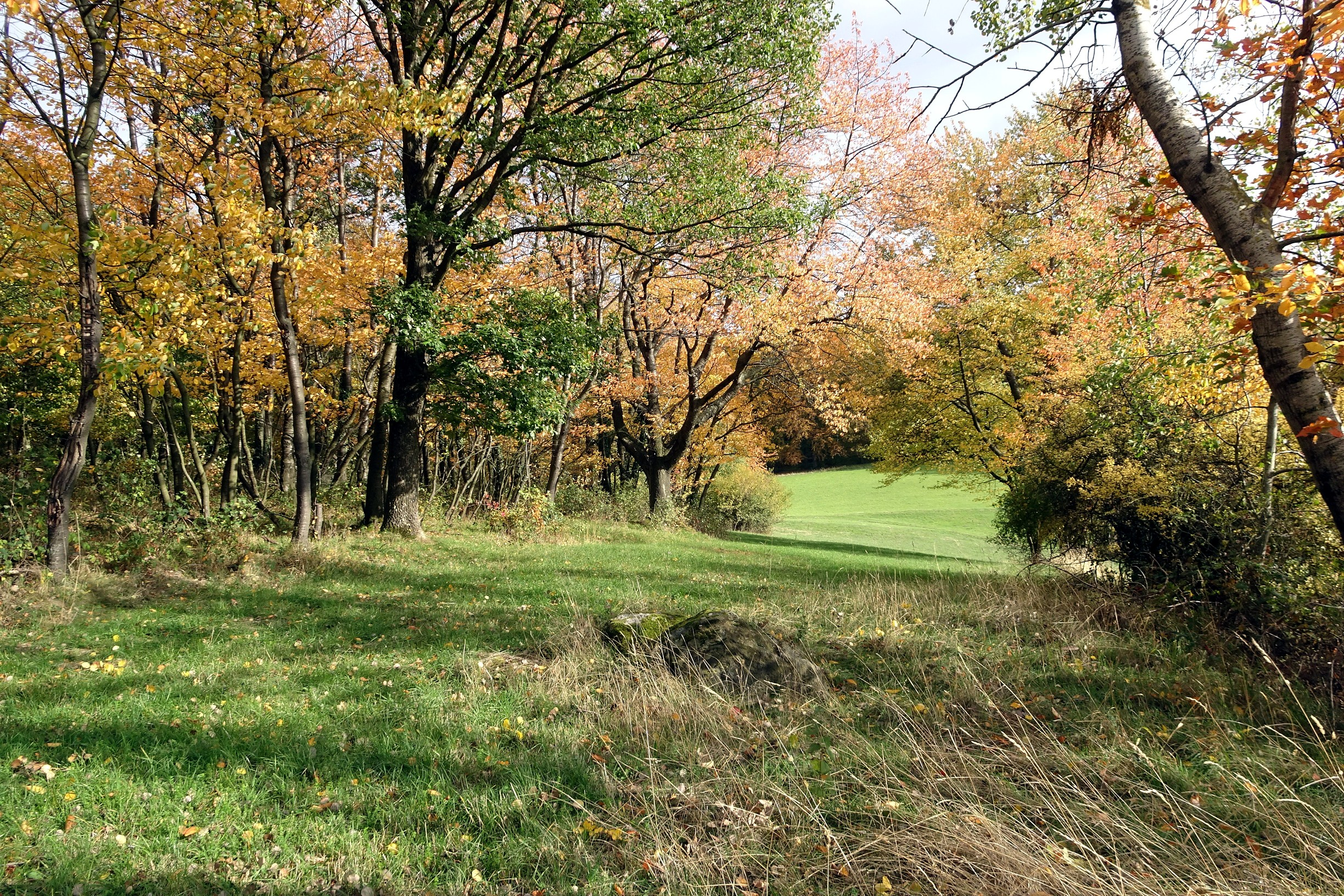
Südwestlicher Gehölzrand (2020)